# Annette Jael Lehmann
Annette Jael Lehmann (* 1965 in Berlin) ist Professorin für Moderne und Zeitgenössische Kunst, Visuelle Kultur und Theater am Institut für Theaterwissenschaft der Freien Universität Berlin.

## Leben
Annette Jael Lehmann studierte Allgemeine und Vergleichende Literaturwissenschaft, Kunstgeschichte, Amerikanistik und Philosophie in Berlin, Oxford und Berkeley und promovierte 1996 an der Freien Universität Berlin bei Eberhard Lämmert. Von 1990 bis 1993 war sie Projektmanagerin am Zentrum für Technologische Zusammenarbeit (ZTZ) in Berlin. Zwischen 1995 und 1998 hatte sie Gastdozenturen an der University of California (UCLA), der School of Critical Studies, am California Institute of the Arts (CalArts) und der School of Arts, Letters and Sciences (USC) inne. Anschließend war sie im DFG-Sonderforschungsbereich SFB 447: "Kulturen des Performativen" (1999 bis 2005) tätig und wurde an der Freien Universität Berlin 2005 in Visueller Kultur habilitiert. Darüber hinaus leitete sie das "Zentrum für Interdisziplinäre Kunstwissenschaften und Ästhetik" geschäftsführend, bis sie 2007 zur Professorin für Visual Culture und Theater an das Institut für Theaterwissenschaft der Freien Universität Berlin berufen wurde. Ihre Schwerpunkte in Forschung und Lehre umfassen Theater der Moderne und Gegenwart, Moderne und zeitgenössischer Kunst, Visuelle Kultur, Performance-Kunst und Ästhetik sowie anwendungsbezogene Vorhaben in den Digital Humanities. Ihre Beschäftigung reicht thematisch von Geschichte der Performance-Kunst in globaler Perspektive, Environmental Art über Installations- und Videokunst, Ästhetik und Politiken des Sicht- und Unsichtbaren bis hin zu Modellen und Ästhetiken kreativer Praktiken und Vermittlungsprozessen zwischen analoger und digitaler Kunst- und Kulturpraxis. Weitere Forschungsthemen beinhalten Bereiche wie etwa Avantgardistische Künste im Spannungsfeld zwischen Archiv, Wissen und kultureller Vermittlung, die in internationalen Forschungsverbunden disziplinübergreifend behandelt werden. Ihre wissenschaftliche Arbeit in Forschung und Lehre ist geprägt durch einen starken Fokus auf Wissenstransfer und interdisziplinäre, anwendungsbezogene Praxisprojekte, die vor allem ihre Kooperationen und Vorhaben mit nationalen wie internationalen Institutionen im Kunst- und Kulturbereich auszeichnet. Annette Jael Lehmann lebt mit ihrer Familie und ihren zwei Kindern in Berlin.

## Fellowships und Auszeichnungen
- 2016–2017 Global Humanities Senior Fellow at Mahindra Humanities Center at Harvard University, Cambridge, Massachusetts, USA
- 2015 Senior Research and Teaching Stay at the Hebrew University Jerusalem, Israel
- 2005 Mentee, ProFiL-Programm, Mentoring, Training, Networking, Freie Universität Berlin, Technische Universität Berlin, Humboldt-Universität Berlin, Universität Potsdam, Deutschland, Mentorin: Monika Grütters
- 2004 Visiting Fellow am Rothermere American Institute, University of Oxford, England
- 2003 Preisträgerin (1. Platz) der Jungen Akademie an der Berlin-Brandenburgischen Akademie der Wissenschaften und der Deutschen Akademie der Naturforscher Leopoldina, Deutschland
- 2001 Visiting Research Fellow, Getty Research Institute, Los Angeles, USA
- 1997 Fellowship, Literary Research Center Huntington Library, Pasadena, California, USA[5]

## Veröffentlichungen (Auswahl)

### Bücher
- Black Mountain Research, Kerber Verlag, Bielefeld 2016. ISBN 978-3-7356-0264-0
- Exposures. Visual Culture, Discourse and Performance in Nineteenth-Century America, Stauffenburg-Verlag, Tübingen 2009. ISBN 	978-3-86057-165-1
- Kunst und Neue Medien. Ästhetische Paradigmen seit den 1960er Jahren, UTB/Francke, Tübingen 2008. ISBN 978-3-7720-3367-4
- hrsg. mit Jutta Eming und Irmgard Maassen: Mediale Performanzen. Historische Konzepte und Perspektiven, Rombach Druck- und Verlagshaus, Freiburg 2002. ISBN 978-3-7930-9344-2
- Un/Sichtbarkeiten der Differenz. Beiträge zur Gender-Debatte in den Künsten, Stauffenburg-Verlag, Tübingen 2001. ISBN 978-3-86057-046-3
- Im Zeichen der Shoah. Aspekte der Dichtungs- und Sprachkrise bei Rose Ausländer und Nelly Sachs, Stauffenburg-Verlag, Tübingen 1999. ISBN 978-3-86057-147-7

### Essays
- Black Mountain and Beyond – Research Practices between Universities and Museums, in: Stedelijk Studies, Spring ’16, Between the Discursive and the Immersive, Amsterdam, 2016
- Environmental Art. Produktive Paradoxien und partizipatorische Praktiken, in: Erika Fischer-Lichte, Daniela Hahn (Hg.), Ökologie und Künste, München 2015, 31–50
- Life and Death in Peep Boxes, in: Jürgen Martschukart, Stefan Wildt (Hg.), Violence and Visibility. Historical, Cultural, and Political Perspectives from the 19th Century to the Present, Chicago 2013, 311–329
- Black Box Inside Out. Wahrnehmungsprozesse in einem immersiven Raum, in: Meike Kroenke, Yvonne Spielmann (Hgs.), Raum und Identität im kulturellen Wandel, Bielefeld, 2007, 59–74
- Mediated Motion. Installationsräume und performative Aisthetik am Beispiel von Olafur Eliasson, in: Sybille Krämer (Hg.), Performativität und Medialität, München 2004, 347–370
- Zwischen Szene und Schauraum – Bildinszenierungen als Orte performativer Wirklichkeitskonstitution, in: Uwe Wirth (Hg.), Performanz. Zwischen Sprachphilosophie und Kulturwissenschaften, Frankfurt a. M. 2002, 347–365